# Aiguafreda (kommun)
Aiguafreda är en kommun i Spanien.   Den ligger i provinsen Província de Barcelona och regionen Katalonien, i den östra delen av landet, 500 km öster om huvudstaden Madrid. Antalet invånare är 2 478. Arean är 7,9 kvadratkilometer. Aiguafreda gränsar till El Brull, Sant Martí de Centelles, Seva, Tagamanent och Centelles. 
Terrängen i Aiguafreda är huvudsakligen kuperad, men den allra närmaste omgivningen är platt.